# 우타노역
우타노역(일본어: 宇多野駅, うたのえき)은 일본 교토부 교토시 우쿄구에 있는 게이후쿠 전기 철도 기타노 선의 역이다. 역 번호는 B4이다.

## 역사
- 1925년 11월 3일: 교토 전등이 운영하는 아라시야마 전철 기타노 선 기타노 ~ 가오슌구치(현, 우타노) 역간이 개통 시에 가오슌구치역(일본어: 高雄口駅, たかおぐちえき)으로 영업 개시.
- 1926년 3월 10일: 가오슌구치 ~ 가타비라노쓰지 간 개통으로, 가타비라노쓰지 역에서 아라시야마 본선과 연결됨.
- 1942년 3월 2일: 노선의 계승으로 게이후쿠 전기 철도의 역이 됨.
- 2007년 3월 19일: 우타노역으로 역명 변경.

## 역 구조
지도리식 2면 1선의 지상역이다. 가타비라노쓰지 방면 플랫폼에는 동쪽에만 1곳 있고, 기타노하쿠바이초 방면 플랫폼에는 2곳에 출입구가 있다.

## 역 주변
본 역과 옆의 나루타키 역 사이에는 선로 양 옆에 왕벚 나무가 심어져 벚꽃 가로수가 있어, "란덴 벚꽃 터널"로 불린다.
- 교토 시립 우타노 초등학교
- 사가노 병원
- 성 예수회 본부, 사가노 교회
- 교토 우타노 우체국
- 후쿠오지 신사

## 인접역
| 게이후쿠 전기 철도 ■ 기타노 선        | 게이후쿠 전기 철도 ■ 기타노 선 | 게이후쿠 전기 철도 ■ 기타노 선  |
| ------------------------------------- | ------------------------------ | ------------------------------- |
| B5 오무로닌나지 기타노하쿠바이초 방면 |                                | 나루타키 B3 가타비라노쓰지 방면 |